# Riesco
Riesco (hiszp. Isla Riesco) – wyspa o powierzchni 5110 km² należąca do Chile, położona na zachód od półwyspu Brunswick. Najwyższe wzniesienie wyspy to góra Atalaya o wysokości 1830 m. Wyspa posiada największe zasoby węgla w Chile.
Zachodnią część wyspy obejmuje Park Narodowy Kawésqar.